# Шаймерденов, Жамалбек Шаймерденович
Жамалбек Шаймерденович Шаймерденов (4 января 1928, село Шаульдер, Отрарский район, Южно-Казахстанская область — 17 апреля 1998, Алматы) — советский государственный и общественный деятель Казахстана, ветеран труда.

## Биография
Трудовую деятельность начал очень рано. В 1943 году в возрасте 15 лет начал работат агрономом Шаульдерского районного отдела сельского хозяйства. В 1950 году окончил Алма-Атинский сельскохозяйственный институт. После окончания института в том же году начинает работать главным агрономом овцесовхоза им. Ленина Луговского района Джамбулской области, позже — директором этого же совхоза.
С 1956 по 1959 годы работает начальником райсельхозинспекции Чуйского района Джамбулской области.
В 1959 году выдвинут на работу в аппарат Джамбулского обкома Компартии Казахстана заместителем заведующего сельхозотделом, затем — начальником Меркенского территориально-производственного управления сельского хозяйства Джамбулской области.
В 1963 году избран вторым секретарем Чимкентского обкома Компартии Казахстана, в 1965 году — председателем исполкома Чимкентского областного Совета народных депутатов. На данной должности проработал более 18 лет бессменно по 1983 год включительно.
В 1983 году назначен первым заместителем председателя Комитета народного контроля Казахской ССР.
С 1988 года — на пенсии.

### Семья
Супруга Алипа Шаймерденова (1926—2000) с первых дней своей трудовой деятельности работала учителем истории и казахского языка, была председателем общества «Знание» (Чимкент).
Старшая дочь Менсулу Жамалбековна Шаймерденова (1951—1994) — аспирант Казахского Химико-Технологического института (КазХТИ), научный сотрудник НИИ «Союзгипрорис» (г. Шымкент), председатель общества «Книга» (г. Алматы).
Старший сын Сержан Жамалбекулы Шаймерденов (1952—2010) — известный архитектор Казахстана, член-корреспондент Международной академии архитектуры стран Востока, более 7 лет возглавлял Союз архитекторов Казахстана, был вице-президентом Союза градостроителей Казахстана. Автор генеральных планов развития гг. Шымкент, Кзыл-Орда, Уральск, Петропавловск, Актюбинск, Талдыкорган, Алматы.
Младший сын Серик Жамалбекулы Шаймерденов (1956—1976) — студент Алматинского архитектурно-строительного института.
Младшие дочери Жамалбека Шаймерденова в настоящее время работают в системе образования Республики Казахстан, посвятив себя науке и просвещению:
- Мендыганым Жамалбековна Шаймерденова (род. 1957)[3][4][5] — кандидат исторических наук, доцент, академик Международной академии информатизации, профессор Казахской национальной академии искусств имени Т. К. Жургенова, автор учебников по истории Казахстана для общеобразовательных школ и вузов, член Ассамблеи народа Казахстана города Алматы, член научно-экспертной группы Ассамблеи народа Казахстана г. Алматы, эксперт по делам молодежи при Службе обеспечения деятельности Республиканского Дома Дружбы г. Алматы, член информационной группы по профилактике религиозного экстремизма и терроризма при «Центре изучения и анализа» Управления по делам религий города Алматы;
- Нурсулу Жамалбековна Шаймерденова (род. 1958)[6][7] — доктор филологических наук, профессор Казахстанского филиала МГУ имени М. В. Ломоносова, Почетный профессор Кокшетауского государственного университета им. Ш.Уалиханова, член Научно-экспертного совета Ассамблеи народа Казахстана, автор учебников и учебных пособий для школ и вузов, монографий, словарей, сказок для детей.

## Итоги деятельности
Жамалбек Шаймерденов внес существенный вклад в развитие сельского хозяйства. Благодаря его личному участию и усилиям построен Чимкентский завод фосфорных солей, Чимкентский цементный завод, крупнейший в Казахстане пивоваренный завод, завод по переработке нефтепродуктов, ряд предприятий по переработке хлопка, Чимкентский каракулевый завод, Кентауский трансформаторный завод, Чимкентский завод карданных валов, зона отдыха с детской железной дорогой и дендропарком на окраине Шымкента и др. По его инициативе и непосредственном руководстве построены: Областной драматический театр имени Жумата Шанина, Краеведческий музей, Музей истории и культуры края в селе Шаульдер, клубы в Келесском, Джетысайском районах, клубы в колхозах и совхозах во всех районах области, спортивные комплексы (стадион на 25 000 мест) в Шымкенте.
При Жамалбеке Шаймерденове началось освоение и по существу новое строительство в Сузакском районе предприятия по очистке и производству высококачественного урана, вместе с ними делается упор на оздоровление воздушной среды и земли, возникли новые поселки.
Вопросы развития энергетики, надежного обеспечения работы тепловых станций, вплоть до модернизации всего оборудования, находились под его неустанным контролем.
Его особой заслугой является возврат Южно-Казахстанской области хлопкосеющих земель (Пахтааральский, Кировский, Джетысайский районы), переданных Узбекистану в годы правления Н. С. Хрущева. Данная инициатива была поддержана первым секретарем ЦК Компартии Казахстана Динмухамедом Ахмедовичем Кунаевым, который и поручает ему возглавить делегацию Казахстана на переговорах по возврату земель в городе Ташкенте в конце 80-х гг.
Неоднократно избирался делегатом ряда партийных съездов (XXIII-XXIV-XXV-XXVI Съездов Коммунистической партии Советского Союза и XII-XIII-XIV-XV Съездов Коммунистической партии Казахстана), был депутатом многих созывов Верховного Совета республики, членом Центрального Комитета Коммунистической партии Казахстана.
Почетный гражданин Кызылкумского района Шымкентской области (решение Президиума районного совета народных депутатов № 43 от 25 сентября 1990 года, Шымкентская область, село Шаульдер).

## Награды
Награждён орденом Ленина (1982), орденами Трудового Красного Знамени (1966, 1971, 1972, 1973, 1976, 1978), малой медалью за успехи в народном хозяйстве СССР (1956), серебряной медалью за успехи в народном хозяйстве СССР (1964, 1980), медалью участника ВДНХ (1956), золотыми медалями за достигнутые успехи в развитии народного хозяйства СССР (1967, 1971, 1974, 1977, 1981, 1982), Почетной грамотой Верховного Совета Казахской ССР (1978), орденом «Дружбы народов» (1980), серебряной медалью «Комитета народного контроля СССР» (1980), нагрудным знаком «Монгольской народной республики» (1982), орденом «Знак Почёта», медалью «За трудовое отличие» (1957), Почетным знаком «За активную работу в органах народного контроля СССР» (1988), малой Золотой медалью за успехи в социалистическом хозяйстве (1955), медалью «За Трудовое отличие», медалью «За освоение целины», медалью к 100-летию ознаменования В. И. Ленина, медалью «За доблестный труд», юбилейной медалью «Тридцать лет победы в ВОВ 1941—1945» и другими Почетными грамотами.

## Память
На родине Жамалбека Шаймерденова — в городе Шымкенте, в доме, где он жил (с 1964 по 1983 гг.) по улице Н.Нариманова (ныне — А.Аскарова) открыта Мемориальная доска.
В его честь названа одна из центральных улиц города Шымкент.
В 2013 году по решению совета ветеранов труда и войны Южно-Казахстанской области в честь 80-летнего юбилея области на улице имени Жамалбека Шаймерденова в городе Шымкенте установлен бюст.
На его родине, в селе Шаульдер, в центральном парке установлен памятник.
4—6 октября 2018 года в городе Шымкенте и Туркестанской области прошли мероприятия, посвященные 90-летию Ж.Шаймерденова.
При поддержке акимата Туркестанской области 4 октября 2018 года состоялась церемония возложения цветов к бюсту Ж. Шаймерденова, а в Областном казахском драматическом театре имени Ж. Шанина и Южно-Казахстанском областном историко-краеведческом музее с участием общественных деятелей республики и жителей г. Шымкента проведены торжественные мероприятия на тему «Парасаты биік тұлға» с показом документального фильма и презентацией историко-документальной выставки о личности Жамалбека Шаймерденова, организованной Архивом Президента Республики Казахстан.
5—6 октября 2018 года в Южно-Казахстанском государственном педагогическом университете в рамках Научно-просветительского проекта «Эпоха и личность» проведена Международная научно-практическая конференция «Язык. Общество. Время», посвященная 90-летию Ж.Шаймерденова. Организаторы конференции: Научно-экспертный совет Ассамблеи народа Казахстана, Архив Президента Республики Казахстан, Южно-Казахстанский государственный педагогический университет, Казахстанское общественное объединение преподавателей русского языка и литературы, Казахстанское общественное объединение «Выпускники российских вузов».
Вклад Ж. Шаймерденова в развитие региона и его личность послужили источником вдохновения для акына Намета Сулейменова, написавшего «Арнау» (1998 г.). В 2018 году кандидат филологических наук, доцент, писатель и переводчик Кайрат Жанабаев опубликовал книгу «Арнау: проблемы генезиса и типологии жанра», в которой на примере «Арнау» Н.Сулейменова он исследует поэтику и типологию жанра, осмысливая личность Жамалбека Шаймерденова в историко-культурном и языковом контексте эпохи.

## Отзывы
…Руководитель проверяется в трудных ситуациях. Именно в такие моменты окружающие видят: действительно ли во главе коллектива стоит настоящий организатор. Ветеранам Шымкента зима 1968—1969 годов запомнилась сильными морозами, буранами и бескормицей. Весной в Шымкентской области вспыхнула холера, о которой не только писать, но и говорить в советские времена запрещалось. Жамалбек Шаймерденов достойно вынес на своих плечах груз ответственности. Эпидемию удалось укротить, скот — спасти. В начале 70-х природа вновь проявила свою грозную силу. Засуха едва не погубила урожай риса. Мелиораторы подсказали решение — качать воду из Сырдарьи насосами. Трое суток председатель облисполкома Жамалбек Шаймерденов лично присутствовал при установке мощных насосов, подбадривая рисоводов и мелиораторов. В обмелевший Кызылкумский магистральный канал пошла вода, и урожай 1974 года был спасен.
Ш. Ж. Жанибеков, работавший в 1976—1985 годы заместителем председателя Совета министров Казахской ССР, в статье «Патриот Южного Казахстана» о нём вспоминает следующее:

Южно‑Казахстанская область является самым крупным по численности населения регионом Казахстана, с характерными для этой зоны почвенно‑климатическими условиями. Жамалбек Шаймерденович, хорошо разбиравшийся в сельских проблемах, особое внимание уделял развитию сельскохозяйственного производства, организации водоснабжения населенных пунктов и дорожному строительству. Он стремился держать на особом контроле вопросы обучения детей, организации лечебно‑профилактической помощи и культурно‑просветительной работы среди селян. Для выращивания зерновых и технических культур, овощеводства широко практиковалось поливное земледелие, а это поглощало много сил сельских тружеников и руководителей местных советских органов. Эти вопросы Жамалбек Шаймерденович всегда держал на пульсе времени и на контроле.
Из воспоминаний бывшего заместителя председателя облисполкома, ветерана Великой Отечественной войны, Почетного гражданина города Шымкента Анны Федоровны Шаля:

Я всегда восхищалась его организаторскими способностями, большим опытом, доскональным знанием своего дела, самодисциплиной. У него были замечательные человеческие качества — порядочность, ответственность, спокойствие и требовательность. <…> Сейчас больше нет с нами Жамалбека Шаймерденовича, но остались промышленные предприятия, жилые дома, больницы и школы, зоны отдыха, которые были построены именно в те годы, когда нашей областью руководил ОН.
И всё это осталось людям! Это лучшая память о Человеке, чья жизнь достойна подражания!.

Памятник Жамалбеку Шаймерденову, г. Шымкент, улица Ж.Шаймерденова

Народный артист СССР, Лауреат Государственной премии Асанали Ашимов пишет:

…его жизнь — это целая эпоха. Не хватит одной книги, чтобы рассказать об этом человеке, и уж тем более одной статьи. Но вспоминать его — это значит окунуться в самый счастливый период нашей молодости, вновь пережить лучшие мгновения, почувствовать энергетику, которой было пронизано, то время. Писать о Жамекен — это значит писать о Человеке с большой буквы и, как сейчас говорят, о Человеке, обладающем большим потенциалом, о харизматичной и пассионарной личности. …Жакан имел свое особое место в истории, он был личностью с оптимистичным и позитивным «запалом». Многие люди его очень любили и, надо отметить, что у него не было делений на роды и должности. Для него важен был сам человек, он ко всем относился, как к равным" («Человек с большой буквы…»)